# Александра Миловановић
Александра Миловановић  је професор на Катедри за теорију и историју Факултета драмских уметности у Београду.

## Биографија
Александра Миловановић (Београд, 1975) је завршила Филмску и телевизијску монтажу 2005. године. Магистрирала је 2008. године из области Студије филма и медија, а 2013. одбранила докторску дисертацију.
Њена ужа научна област је Историја и теорије драмских уметности, медија и културе. Ради као ванредни професор на Катедри за теорију и историју ФДУ.

### Књиге и радови
Објавила је монографије:
1. Ка новим медијима: Трансмедијални наративи између филма и телевизије (2019) и
2. Имагинарно поље филмске слике, читање и интерпретација (2011).

Ауторка је значајног броја научних радова у релевантним домаћим и међународним часописима и учесница је бројних међународних научних конференција.
Комплетан списак студија и научних радова Александре Миловановић се види на сајту Факултета драмских уметности у Београду.

### Пројекти
Чланица је Европске мреже за студије филма и медија (NECS) и један од оснивача и чланова Удружења документариста Србије – ДокСрбија.
Њена монтажерска каријера обухвата низ престижних и награђених документарних филмова и серија.

### Монтажа
Радила је на Телевизији Б92. Упоредо са академским усавршавањем, монтирала је:
документарне серије
- Ко је убио Анту Марковића (Јанко Баљак, 2003)[5]
- Отмица (Иван Марков 2003)
- Сав тај фолк (Радован Купрес и Бојан Вулетић 2004, 8 епизода)
- Инсајдер (Бранкица Станковић 2008–2014, 45 епизода).
- Досије Осијек (Горан Kовачић, 2006),
- Журнал о ЖЖ (Јанко Баљак, у постпродукцији)
- Босна сребрена (Петар Илић, 2009)

филмове:
- Србија у контејнеру  (Јанко Баљак, 2004),
- Вуковар, последњи рез (Јанко Баљак 2006, Sarajevo Film Festival – Human Rights Award winner)
- Милутин Миланковић, путник кроз васиону и векове (Душан Вулековић, 2007)
- Cinema Komunisto[2] (Мила Турајлић 2011, Gold Hugo award, FOCAL Award for Creative Use of Archival Footage)
- Друга страна свега (Мила Турајлић 2017, IDFA Winner),[1][2]

видео инсталације:
- За МоМа – Музеј модерне уметности у Њујорку монтирала је три уметничке видео-инсталације за поставку изложбе  „Toward a Concrete Utopia: Architecture in Yugoslavia, 1948–1980”.[1]

## Изложбе и сарадња у научно-истраживачким пројектима
- Излагала је на научним конференцијама у области Историје и теорије драмских уметности, медија и културе (Србија, Португалија, Велика Британија, Холандија, Француска, Румунија, Македонија, Чешка, Немачка, Аустрија, Грчка, Словачка, САД).
- Сарађује у тимовима научно-истраживачких пројеката: 
  - Дигитална едукација: дигиталне компетенције за аудио-визуелно наслеђе и културу сец́ања (Невена Даковић, ФДУ, Србија);
  - Идентитет и сећање: транскултурни текстови драмских уметности и медија (пројекат број 178012, ФДУ);
  - Screening Socialism (Sabina Mihelj, Loughborough University, Great Britain);
  - Дигитални репозиторијум Филмске свеске, filmskesveske.mi.sanu.ac.rs (FDU, MiSANU, FCS).

## Награде
- За књигу Ка новим медијима: Трансмедијални наративи између филма и телевизије (2019) добила је награду Диалогос за најбољу књигу у региону у области истраживања културе и теорије медија у 2019. години.
- Добитница је награда за монтажу за филмове: Појачај нулу (1998), Вуковар, последњи рез (2006), Cinema Komunisto (2011) и Друга страна свега (2018).

## Рефернце
1. 1 2 3 4  Београду, Рачунски центар, Електротехнички факултет, Универзитет у. „др Александра Миловановић | ФДУ”. fdu.bg.ac.rs (на језику: српски). Приступљено 2022-11-30.
2. 1 2 3  Milovanović, Aleksandra (2011). Imaginarno polje filmske slike, čitanje i interpretacija. Beograd: Zadužbina Andrejević.
3. ↑  „PREDAVAČI I MENTORI – D@NEV” (на језику: енглески). Приступљено 2022-11-30.
4. ↑  Milovanović, Aleksandra (2019). Ka novim medijima : transmedijalni narativi između filma i televizije. Fakultet dramskih umetnosti u Beogradu, Filmski centar Srbije. Beograd. ISBN 978-86-82101-77-2. OCLC 1243281471.
5. ↑  „Janko Baljak”. IMDb (на језику: енглески). Приступљено 2022-11-30.